# 伊利鎮區 (印第安納州邁阿密縣)
伊利鎮區（英語：Erie Township）是位於美國印地安納州邁阿密縣的一個行政鎮區。

## 地方資料
根據2010年美國人口普查的數據，伊利鎮區的面積為43.80平方千米，當中陸地面積為43.20平方千米，而水域面積為0.60平方千米。當地共有人口554人，而人口密度為每平方千米12.65人。